# Super Real Basketball
Super Real Basketball (スーパーリアルバスケットボール?) är ett sportspel utvecklat och utgivet av Sega, släppt 1990 till Mega Drive. I Nordamerika hette spelet "Pat Riley Basketball". Pat Riley var coach för Los Angeles Lakers när spelet utgavs.
Det finns två olika spellägen, "Exhibition" och "Tournament", och åtta lag att välja mellan som representerar olika amerikanska städer, bland annat LA Hoops, Dallas Wings och New York Busters. 
Matcherna består av fyra perioder, där spelaren kan justera längden på varje period (fem, tolv eller 20 minuter). Det går också att vara två spelare i Super Real Basketball.
Spelet var tänkt att också släppas till Master System, men så blev aldrig fallet.